# RAC Tourist Trophy 1959
Le RAC Tourist Trophy 1959 est la 24e édition de la course automobile annuelle du Royal Automobile Club d'Angleterre. Elle a eu lieu le 5 septembre 1959 sur le circuit de Goodwood, en Angleterre. C'était la 5e et dernière épreuve du championnat du monde des voitures de sport 1959.

## Résultat de l'épreuve
Vainqueurs de catégorie en gras, :
| Pos. | N° | Catégorie | Pilote                          | Pilote                | Écurie                          | Voiture                  | Tours                 | Abandon                        |
| 1er  | 2  | S3.0      | Carroll Shelby Stirling Moss    | Jack Fairman          | David Brown                     | Aston Martin DBR1/300    | 6 h 00 min 46 s 8 224 |                                |
| 2e   | 22 | S2.0      | Wolfgang von Trips              | Jo Bonnier            | Dr. Porsche                     | Porsche 718 RSK          | 223                   |                                |
| 3e   | 10 | S3.0      | Olivier Gendebien Cliff Allison | Phil Hill Tony Brooks | Scuderia Ferrari                | Ferrari 250 TR 59        | 223                   |                                |
| 4e   | 3  | S3.0      | Maurice Trintignant             | Paul Frère            | David Brown                     | Aston Martin DBR1/300    | 221                   |                                |
| 5e   | 9  | S3.0      | Tony Brooks                     | Dan Gurney            | Scuderia Ferrari                | Ferrari 250 TR 59        | 220                   |                                |
| 6e   | 33 | S1.1      | Peter Ashdown                   | Alan Ross             | Lola Cars                       | Lola-Climax Mk.1         | 210                   |                                |
| 7e   | 7  | S3.0      | Ron Flockhart                   | John Bekaert          | Ecurie Ecosse                   | Jaguar D-Type            | 209                   |                                |
| 8e   | 34 | S1.1      | Bob Hicks                       | Dick Prior            | Lola Cars                       | Lola-Climax Mk.1         | 208                   |                                |
| 9e   | 36 | S1.1      | Mike McKee                      | J. Cedric Brierley    | Elva Racing Team                | Elva-Climax Mk V         | 208                   |                                |
| 10e  | 35 | S1.1      | Bernard Cox                     | Colin Escott          | Lola Cars                       | Lola-Climax Mk.1         | 202                   |                                |
| 11e  | 31 | S1.1      | Keith Greene                    | Tony Marsh            | Team Lotus                      | Lotus-Climax 17          | 199                   |                                |
| 12e  | 23 | S2.0      | Edgar Barth                     | Umberto Maglioli      | Dr. Porsche                     | Porsche 718 RSK          | 197                   |                                |
| 13e  | 38 | S1.1      | John Brown                      | Chris Steele          | Elva Racing Team                | Elva-Climax Mk IV        | 171                   |                                |
| 14e  | 39 | S1.1      | John Campbell-Jones             | John Horridge         | John Campbell-Jones             | Lotus-Climax Eleven      | 154                   |                                |
| DNF  | 6  | S3.0      | Jim Clark                       | Masten Gregory        | Ecurie Ecosse                   | Tojeiro-Jaguar           |                       | Accident                       |
| DNF  | 5  | S3.0      | John Dalton                     | David Shale           | John Dalton                     | Aston Martin DB3S        |                       | Boite de vitesses              |
| DNF  | 29 | S2.0      | Graham Hill                     | Alan Stacey           | Team Lotus                      | Lotus-Climax 15          |                       | Accident                       |
| DNF  | 24 | S2.0      | Hans Herrmann                   | Chris Bristow         | Dr. Porsche                     | Porsche 718 RSK          |                       | Accident                       |
| DNF  | 8  | S3.0      | Peter Blond                     | Jonathan Sieff        | Taylor & Crawley                | Lister-Jaguar            |                       | Fuite d'huile                  |
| DNF  | 40 | S1.1      | Peter Arundell                  | Jack Westcott         | Cranham Service Station         | Lotus-Climax Eleven      |                       | Accident                       |
| DNF  | 4  | S3.0      | Graham Whitehead                | Henry Taylor          | A.G. Whitehead                  | Aston Martin DBR1/300    |                       | Retiré                         |
| DNF  | 1  | S3.0      | Stirling Moss                   | Roy Salvadori         | David Brown                     | Aston Martin DBR1/300    |                       | Feu au stand de ravitaillement |
| DNF  | 21 | S2.0      | Giorgio Scarlatti               | Ludovico Scarfiotti   | Scuderia Ferrari                | Ferrari Dino 196 S       |                       | Suspension arrière             |
| DNF  | 27 | S2.0      | Tom Dickson                     | Jim Mackay            | Dickson Motors                  | Lotus-Climax 15          |                       | Boite de vitesses              |
| DNF  | 28 | S2.0      | David Piper                     | Bruce Halford         | Dorchester Service Station      | Lotus-Climax 15          |                       | Accident                       |
| DNF  | 25 | S2.0      | Jack Brabham                    | Bruce McLaren         | John Coombs Racing Organisation | Cooper-Climax Monaco T49 |                       | Bras de direction              |
| DNF  | 32 | S1.1      | Innes Ireland                   | Jay Chamberlain       | Team Lotus                      | Lotus-Climax 17          |                       | Essieu                         |
| DNF  | 37 | S1.1      | Chris Threlfall                 | Tom Threlfall         | Elva Racing Team                | Elva-Climax Mk V         |                       | Arbre à cames                  |
| DNF  | 26 | S2.0      | Mike Taylor                     | Christopher Martyn    | Taylor & Crawley                | Lotus-Climax 15          |                       | Joint de culasse               |
| DNF  | 11 | S3.0      | Phil Hill                       | Cliff Allison         | Scuderia Ferrari                | Ferrari 250 TR 59        |                       | bascule                        |

- Meilleur tour : Stirling Moss, 1 min 31 s 2 à 152,464 km/h